# Kotlearivka, Krînîcikî
Kotlearivka (în ucraineană Котлярівка) este un sat în comuna Semenivka din raionul Krînîcikî, regiunea Dnipropetrovsk, Ucraina.

## Demografie
Componența lingvistică a localității Kotlearivka
     Ucraineană (90,48%)
     Rusă (9,52%)
Conform recensământului din 2001, majoritatea populației localității Kotlearivka era vorbitoare de ucraineană (90,48%), existând în minoritate și vorbitori de rusă (9,52%).